# Carrier Air Wing Sixteen
Das Carrier Air Wing Sixteen (CVW-16) war ein Flugzeuggeschwader (Carrier Air Wing) der US Navy.

## Geschichte

### Zweiter Weltkrieg

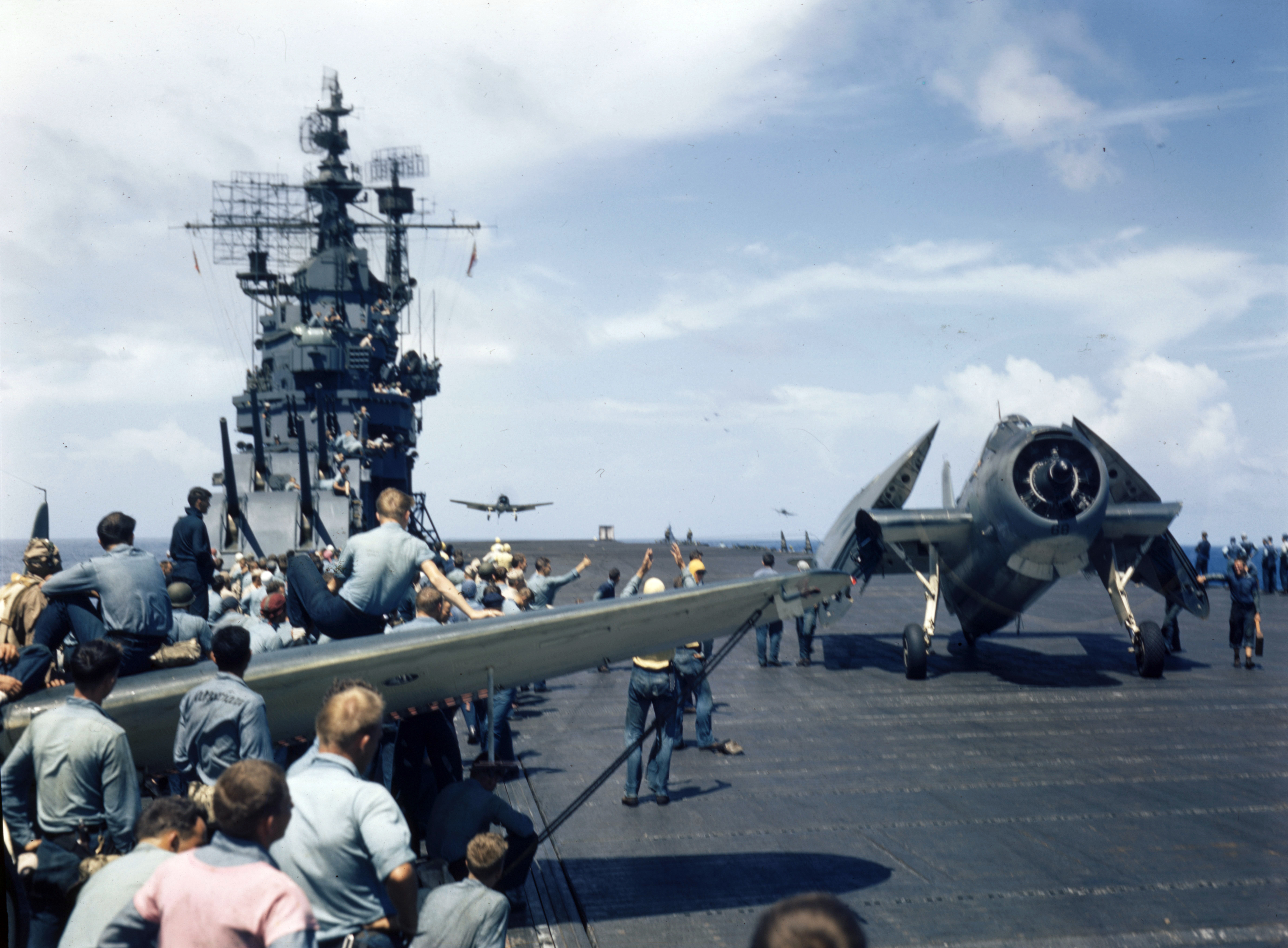
Flugzeuge des CVG-16 landen im November 1943 auf der USS Lexington

Das Geschwader wurde am 16. November 1942 als Carrier Air Group Sixteen (CVG-16) auf der Naval Air Station (NAS) Quonset Point (Rhode Island) aufgestellt und im Mai 1943 dem gerade in Dienst gestellten Flugzeugträger Lexington zugewiesen. Das Geschwader bestand aus den Staffeln VF-16 (ausgerüstet mit 36 Grumman F6F-3 Hellcat), VB-16 (34 Douglas SBD-5 Dauntless), VT-16 (20 Grumman TBF-1 Avenger) und VFN-76 (6 Grumman F6F-3N Hellcat). Das Trägergeschwader blieb auf der Lexington bis zum August 1944. Im August 1943 erreichte die Lexington Pearl Harbor. Im September erfolgte der erste Einsatz mit einem Angriff auf Tarawa in den Gilbert-Inseln. Im Oktober wurde Makin angegriffen. Im November operierte CVG-16 in den Marshallinseln, um die Landungen auf den Gilbertinseln zu decken. Die Jagdstaffel VF-16 schoss hier in zwei Tagen 29 japanische Flugzeuge ab. Am 4. Dezember 1944 griff das Geschwader Kwajalein in den Marshallinseln an. Abends wurde die Lexington von einem Flugzeugtorpedo getroffen, sodass der Träger in die USA zurückkehren musste. CVG-16 blieb deshalb von Dezember 1943 bis März 1944 auf Oʻahu, bis die Lexington zurückkehrte. Im April 1944 wurde einer der erfolgreichsten Jagdflieger der US Navy, Alexander Vraciu, dem Geschwader zugeteilt.

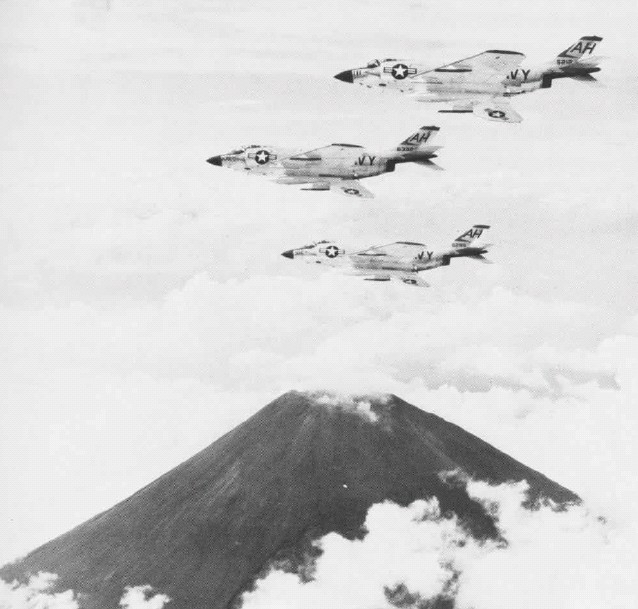
Drei F-3B der Staffel VF-161 der USS Oriskany 1963/64

Ab April 1944 flog das Geschwader Angriffe auf japanische Stützpunkte in Neuguinea, um die dortigen Landungen zu decken. Am 28. April griffen die Flugzeuge des CVG-16 die japanische Marinebasis Truk an. Im Juni 1944 wurde das Geschwader bei der Schlacht in der Philippinensee eingesetzt. Hier konnten die Jagdflieger der Trägerkampfgruppen über 200 japanische Flugzeuge abschießen, sodass dies als das „Marianen-Truthahnschießen“ (The Great Marianas Turkey Shoot) bekannt wurde. Der Staffel VF-16 wurden die meisten Abschüsse (46) zuerkannt. Nach der Rückkehr nach Pearl Harbor wurde das Geschwader in die USA zurück verlegt. Die Bomberstaffeln VB-16 und VB-20 (letztere stationiert auf der Enterprise) waren hier im Juli 1944 die letzten, die die Douglas SBD Dauntless auf den Flugzeugträgern der Fast Carrier Task Force einsetzten. Danach wurde die Dauntless durch die Curtiss SB2C-4E Helldiver ersetzt.
Im Januar 1945 wurde die Carrier Air Group Sixteen dann dem neuen Flugzeugträger Bon Homme Richard zugeteilt. Bis Anfang März folgte eine Trainingsperiode in der Karibik, bevor Bon Homme Richard durch den Panamakanal in den Pazifik verlegt wurde. Am 5. Mai 1945 verließ das Geschwader wieder den Träger und wurde nach Saipan verlegt.

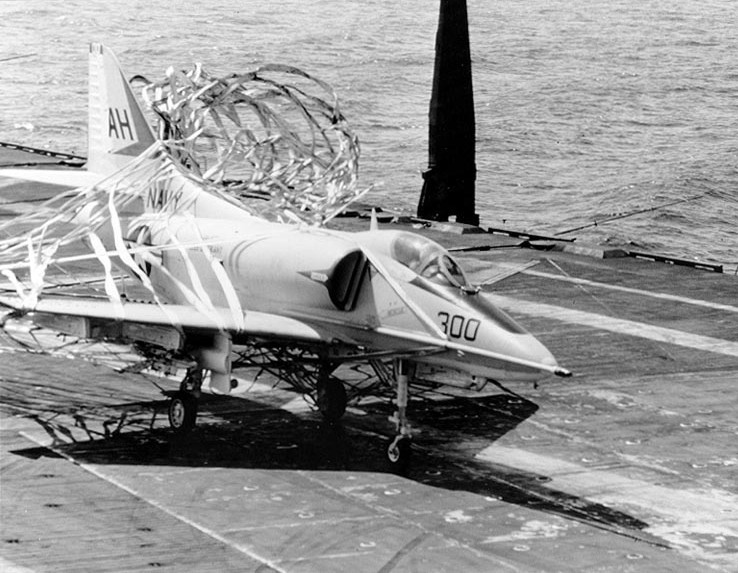
Eine A-4E der Staffel VA-163 bei einer Notlandung auf der Oriskany 1967

Im Juni 1945 wurde CVG-16 dann auf die Randolph verlegt. Vom 1. Juli 1945 bis zum Waffenstillstand am 15. August 1945 flog das Geschwader zahlreiche Angriffe auf die japanische Insel Honschu, so auf Tokio, Nagoya, Kōbe und Hakodate. Der letzte Angriff wurde am 15. August auf den Flugplatz Kisarazu im Raum Tokio geflogen. Die Randolph wurde in die USA zurück verlegt und erreichte Anfang Oktober 1945 Norfolk (Virginia). Hier verließ CVG-16 den Träger und wurde am 16. November 1945 außer Dienst gestellt.

### Vietnam
Die Carrier Air Group Sixteen (CVG-16) wurde erst am 1. September 1960 wieder aufgestellt. In der zweiten Jahreshälfte 1962 erfolgte die erste Einsatzfahrt in den Westpazifik auf der Oriskany. Bei dieser Einsatzfahrt war die Jagdstaffel VMF-232 des US Marine Corps Teil des Geschwaders. Während der nächsten Einsatzfahrt auf dem gleichen Träger 1963/64 wurde Carrier Air Group Sixteen (CVG-16) in Carrier Air Wing Sixteen (CVW-16) umbenannt. 1965, 1966 und 1967 erfolgten drei weitere Einsatzfahrten im Vietnamkrieg auf der Oriskany. Während dieser Einsatzfahrten hatte CVW-16 die höchste Verlustrate aller eingesetzten Trägergeschwader. An insgesamt 122 Einsatztagen fielen 20 Piloten, sieben wurden gefangen genommen und 39 Flugzeuge des Geschwaders gingen verloren.

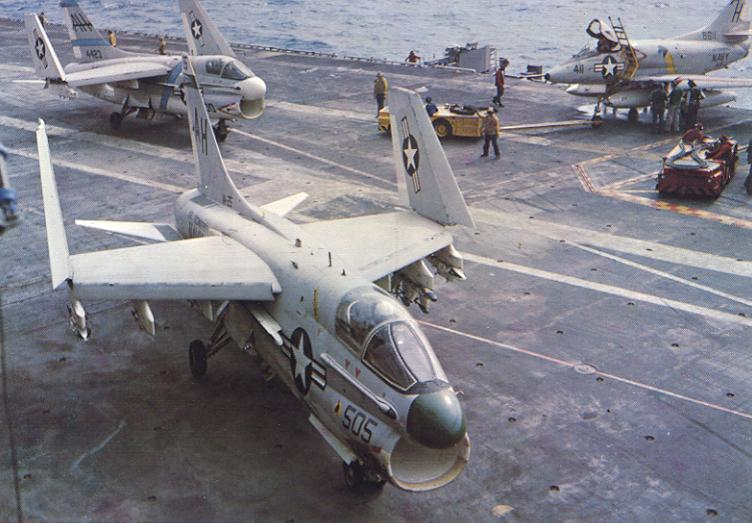
A-7B und A-4C des CVW-16 1969 auf der Ticonderoga

Am 26. Oktober 1966 kam es zudem auf der Oriskany zu einem katastrophalen Brand im Hangardeck, bei dem 44 Besatzungsmitglieder starben und sechs Flugzeuge zerstört wurden. 1969 machte CVW-16 eine weitere Einsatzfahrt vor Vietnam auf der Ticonderoga. Bei dieser Einsatzfahrt wurden die Angriffsstaffeln VA-25 und VA-87 mit Vought A-7B Corsair II ausgerüstet, wie sonst nur bei CVW-19 auf einem Träger der Essex-Klasse. 1970 sollte das Geschwader auf den im Umbau befindlichen Flugzeugträger Midway verlegt werden. Da die Flugzeugträger der Midway-Klasse fast doppelt so groß waren wie die Flugzeugträger der Essex-Klasse, auf denen CVW-16 bisher eingesetzt worden war, wurden die meisten Staffeln des Geschwaders ausgetauscht und mit leistungsfähigeren Flugzeugtypen ausgerüstet, vor allem F-4B Phantom, A-6E Intruder und E-2B Hawkeye. Der Umbau der Midway dauerte jedoch wesentlich länger als erwartet. Deshalb wurde CVW-16 am 30. Juni 1971 außer Dienst gestellt. Sämtliche Staffeln wechselten zum CVW-5 und wurden schließlich doch auf der Midway eingesetzt.

## Zusammensetzung 1969
Seit 1945 gibt es bei der U.S. Navy ein festes System zur Identifizierung von Geschwadern oder Staffeln (Visual Identification System for Naval Aircraft). Anfänglich bestand dies aus geometrischen Mustern auf dem Heckleitwerk. Da diese jedoch schwer zu merken oder zu beschreiben waren, wurden schon im Juni 1945 Buchstaben eingeführt, um die Geschwader zu unterscheiden. 1957 wurden die einzelnen Buchstaben durch doppelte ersetzt. Im Allgemeinen haben die Geschwader der Atlantikflotte als ersten Buchstaben ein "A", die der Pazifikflotte ein "N". Das Carrier Air Wing Sixteen erkannte man an dem Code (Tailcode) AH. Es war das einzige Geschwader der Pazifikflotte, das eine mit "A" beginnende Kennung hatte. Die einzelnen Staffeln eines Geschwaders werden in 100ter-Schritten durchnummeriert, das Flugzeug des Geschwaderkommandeurs (Commander, Air Group (CAG)) erkennt man an der auf "00" endenden taktischen Nummer.
Folgende Staffeln gehörten seinerzeit bei der letzten Einsatzfahrt vom 1. Februar bis 18. September 1969 auf der Ticonderoga zum Geschwader:

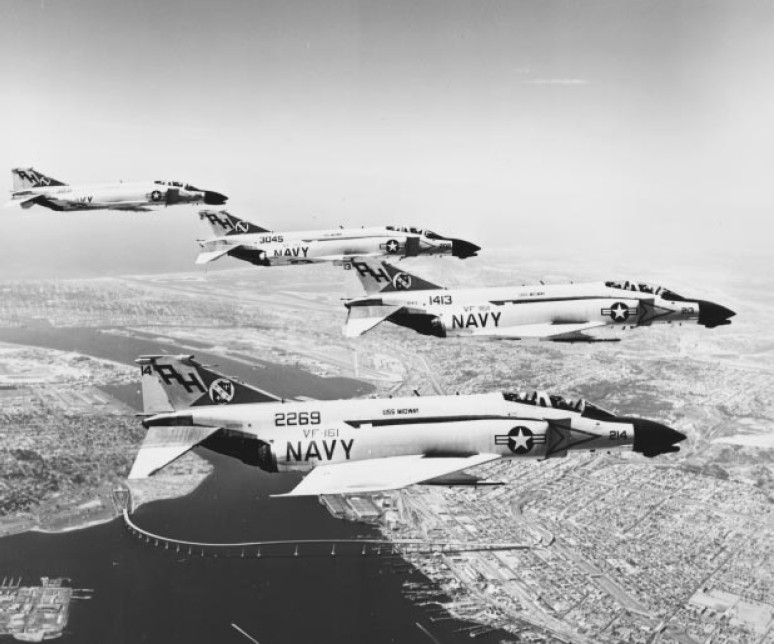
Vier F-4B des CVW-16 1971, bevor das Geschwader zugunsten des CVW-5 aufgelöst wurde

| taktische Nummer | Staffel         | Flugzeugtyp       | Spitzname            |
| ---------------- | --------------- | ----------------- | -------------------- |
| 100              | VF-111          | F-8H Crusader     | Sundowners           |
| 200              | VF-162          | F-8J Crusader     | Hunters              |
| 300              | VA-87           | A-7B Corsair II   | Golden Warriors      |
| 400              | VA-112          | A-4C Skyhawk      | Broncos              |
| 500              | VA-25           | A-7B Corsair II   | Fist of the Fleet    |
| 600              | VFP-63 Det. 14  | RF-8G Crusader    | Eyes of the Fleet    |
| 614-616          | VAQ-130 Det. 14 | EKA-3B Skywarrior | Zappers              |
| 010              | VAW-111 Det. 14 | E-1B Tracer       | Hunters              |
| UP 04-06         | HC-1 Det. 4     | UH-2C Seasprite   | Pacific Fleet Angels |